# Tipula (Lunatipula) turgida
Tipula (Lunatipula) turgida is een tweevleugelige uit de familie langpootmuggen (Tipulidae). De soort komt voor in het Palearctisch gebied.